# Monety zaboru austriackiego
Monety zaboru austriackiego – monety bite w drugiej połowie XVIII w. dla ziem zagarniętych przez Austrię w wyniku rozbiorów Polski.
W rezultacie przeprowadzonego przez Rosję, Prusy i Austrię I rozbioru w 1772 roku, w granicach Monarchii Habsburgów znalazła się cała południowa część Polski, obejmująca Małopolskę, Spisz oraz księstwa Oświęcimskie i Zatorskie.
Z Małopolski utworzono Królestwo Galicji i Lodomerii. Nazwa Galicji została przejęta od dawnych księstw Halickiego i Włodzimierskiego, do których Monarchia Habsburgów rościła sobie pretensje oparte na rzekomych prawach spadkowych do tych ziem po trzynastowiecznym królu węgierskim Andrzeju II. Stąd też ziemie te włączono do Monarchii Habsburgów wprowadzając tam z biegiem czasu administrację i porządki austriackie. Księstwa Oświęcimia i Zatora pozostały formalnie poza Królestwem Galicji i Lodomerii, gdyż nie odnosiły się do nich roszczenia związane z królem Andrzejem II.
Na terenach odebranych Rzeczypospolitej pozostawiono przez jakiś czas administrację lokalną i walutę polską. W przypadku waluty dużym ułatwieniem był fakt, że gulden austriacki, dzielący się na 60 krajcarów był wybijany według menniczej stopy konwencyjnej i dlatego odpowiadał ściśle ówczesnym 4 złotym polskim.
Monety polskie zostały ściągnięte z obiegu przez administrację habsburską w latach 1787–1788.
Po upadku insurekcji kościuszkowskiej i III rozbiorze Monarchia Habsburska dla zajętych terenów Rzeczypospolitej żadnych monet nie wybijała.

## Monety Galicji i Lodomerii

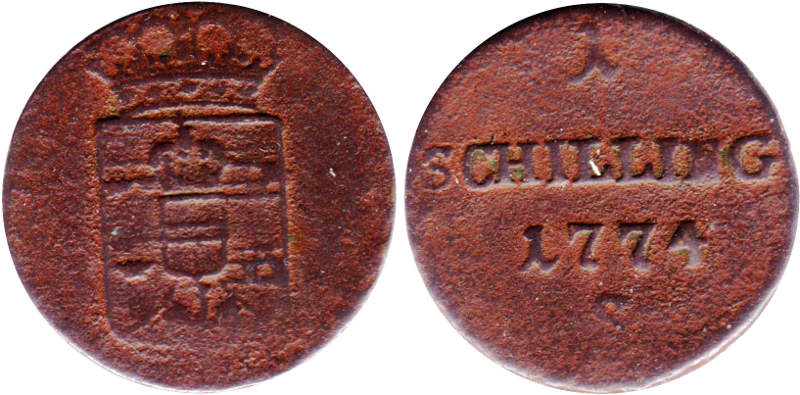
Szeląg 1774

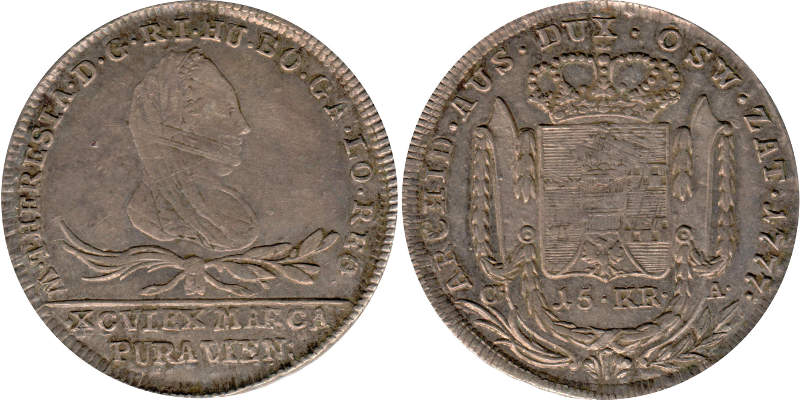
Piętnastokrajcarówka z 1777 r.

W 1774 roku wybito w węgierskiej mennicy Smolnik (Schmolnitz) na Słowacji miedziane szelągi ze znakiem mennicy S. Wartość szeląga równała się 1/6 krajcara co odpowiadało ⅓ grosza polskiego, czyli jednemu szelągowi polskiemu. Były to pierwsze monety okresu rozbiorów wybite dla ziem odebranych I Rzeczypospolitej.
Przez trzy następne lata (1775–1777) w mennicy w Wiedniu bito dwa nominały srebrne – 15 i 30 krajcarów, których wartości odpowiadały ¼. oraz ½. austriackiego guldena. Monety te stanowiły ścisły odpowiednik polskich monet jedno- i dwuzłotowych.
W dawnych opracowaniach monety te klasyfikowano błędnie jako bite dla Księstwa Oświęcimsko-Zatorskiego. Według najnowszych opracowań były one bite dla Galicji i Lodomerii. Przyczyną błędnej klasyfikacji tych monet przez kolekcjonerów końca XIX w. było umieszczenie na monetach srebrnych pełnej tytulatury Marii Teresy podzielonej pomiędzy awers i rewers:

M(aria) THERESIA.D(ei) • G(ratia) • R(omanorum). I(mperatrix) • HU(ngariae) • BO(hemiae) •GA(liciae) • LO(domeriae) • REG(ina) ARCHID(ux) • AUS(triae) • DUX • OSW(ecimiae) • ZAT(oriae)•

Końcowa część tytulatury umieszczona na rewersie – „ARCHID(ux) • AUS(triae) • DUX • OSW(ecimiae) • ZAT(oriae)•”, wymienia właśnie Oświęcim i Zator. Jest to jednak tylko zakończenie pełnej tytulatury. Klasyfikacja jako monety Galicji i Lodomerii przyjmowana jest również przez katalogi amerykańskie.

## Monety Galicji i Lodomerii okresu insurekcji kościuszkowskiej

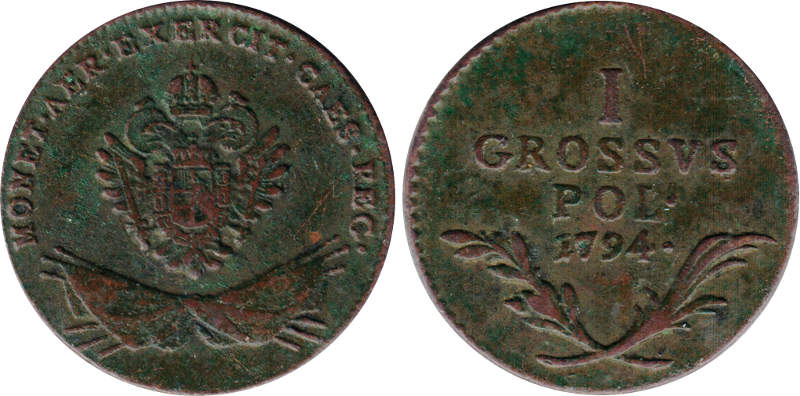
Jednogroszówka bita dla wojsk stacjonujących w Galicji w czasie trwania insurekcji kościuszkowskiej

Po wybuchu insurekcji kościuszkowskiej w 1794 roku, Austria, obawiając się o ziemie odebrane Rzeczypospolitej podczas I rozbioru, skoncentrowała swoje wojska w Galicji i Krakowie przy granicy z Rzeczpospolitą. Chcąc zjednać sobie Polaków, nakazała wybić specjalnie do opłacenia żołdu tym wojskom, miedziane grosze i trojaki według menniczej stopy polskiej. Na monetach wyraźnie podkreślano ich polskość umieszczając na nich napis „Gross(us) Pol(onicus)”. Nie wiadomo, która z mennic austriackich wybiła te monety. Na awersie monet umieszczono łaciński napis:

MONET(a)•AER(ea)•EXERCIT(us)•CAES(arei)•REG(ii)•

(pol. moneta miedziana cesarsko-królewskiej armii).